# Старый город (Берн)
Старый Берн (нем. Alterbern) — историческая часть Берна.
Старый город был основан на холме на излучине реки Аре, впоследствии территория стала историческим центром Берна. В XV веке в старой части были построены аркады, в XVI веке — фонтаны.
С 1983 года Старая часть Берна признана объектом Всемирного наследия ЮНЕСКО.

## История

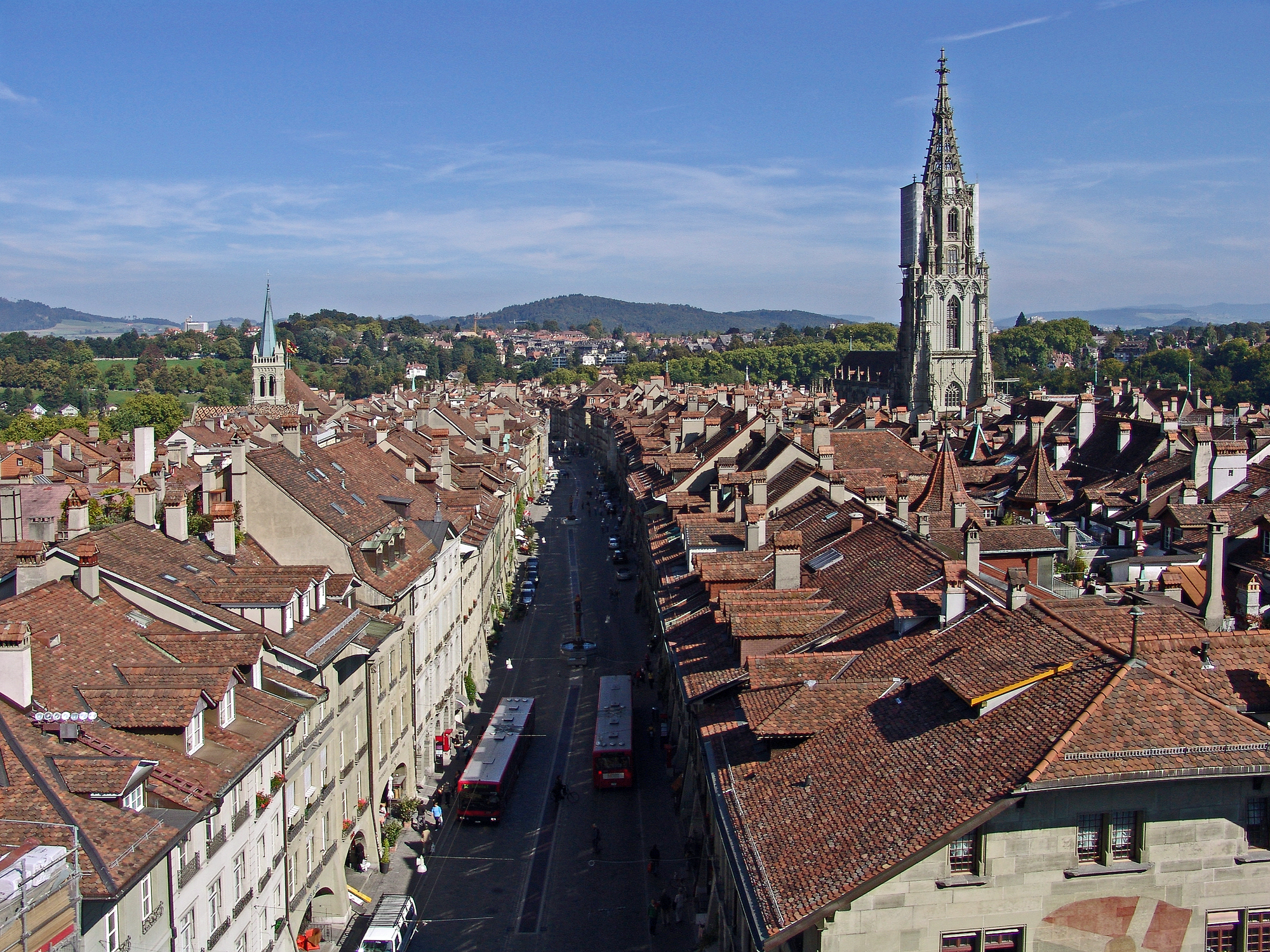
В Старом Берне

Самые ранние поселения в долине реки Аре относятся к эпохе неолита. После завоевания Гельвеции Римом в районе нынешнего Старого Города возникло небольшое римское поселение. Это поселение было оставлено жителями в течение II века нашей эры, после чего вплоть до основания Берна в начале XII века местность была незаселённой.
История города Берна начинается с его основания герцогом Бертольдом V Церингеном в 1191 году. Местная легенда гласит, что герцог поклялся назвать город в честь первого животного, которое он встретит на охоте, и случилось так, что таким животным оказался медведь. Название города (нем. Bär(e)n — медведи) и его геральдическое животное происходят от этой легенды. В то время большая часть сегодняшней Швейцарии (являвшейся тогда частью южной Бургундии) находилась под властью герцогского дома Церинген (Zähringen), владения которого простирались к югу от Рейна. Чтобы усилить своё влияние, герцоги Церинген основали и расширили ряд городов и поселений, включая Фрибур (в 1157 году), Берн, Бургдорф и Муртен.
Место, выбранное Бертольдом V для основания города, находится на холмистом полуострове, окруженном с трёх сторон рекой Аре, что облегчало оборону города и в дальнейшем оказало влияние на его развитие. Из-за длинной, узкой формы полуострова город развивался в длину и застраивался параллельными рядами зданий. Единственные пересекающие их улицы (идущие с севера на юг) шли на уровне границ города вдоль городских стен, которые переносились по мере разрастания города. Поэтому, образование новых перпендикулярных улиц отмечает стадии развития Старого Города в Берне.
В восточной части полуострова герцогом Бертольдом IV во второй половине XII столетия был основан маленький форт, названный замком Нидегг (Nydegg). Наиболее вероятно, что строительство города началось именно с возведения этого форта. Первое расширение Берна произошло в 1191 году. Город был разделён на кварталы тремя продольными улицами, которые простирались от замка до городской стены. В течение первой половины XIII столетия образовалось ещё 2 улицы: Бруннгассе и Херренгассе. Бруннгассе имела полукруглую конфигурацию и проходила по северному краю города, в то время как Херренгассе ограничивала город с юга. Через реку Аре был построен деревянный мост, что способствовало развитию торговых связей.

## Достопримечательности
Вся территория Старого Города в Берне признана объектом всемирного наследия ЮНЕСКО. В то же время, в городе есть ряд зданий и фонтанов, которые заслуживают отдельного упоминания. Все эти здания перечислены в Реестре культурного достояния Швейцарии национального и регионального значения.
Бернский Собор (нем. Berner Münster) — готический протестантский собор, расположенный на южной стороне полуострова. Строительство храма началось в 1421 году и закончилось в 1893 году возведением колокольни. Колокольня Бернского собора является самой высокой в Швейцарии и имеет высоту 100 метров. Главный колокол собора весит около 10 тонн и имеет диаметр 247 сантиметров.
У главного входа в собор расположены статуи, представляющие картины Страшного суда. Выше главного входа установлены многочисленные готические скульптуры (47 больших статуй, оригиналы которых хранятся в Бернском Музее Истории, и 170 более маленьких статуй — оригинальные работы XV—XVI веков).
Просторный интерьер храма является довольно пустым. Почти все художественные изображения, включая оформление алтаря в соборе были удалены в 1528 году в ходе протестантской Реформации и борьбы с излишней роскошью церкви. Единственные полностью сохранившиеся произведения искусства в соборе — это витражи и хоры. Витражи собора датируются 1441—1450 годами и считаются самыми ценными в Швейцарии с художественной точки зрения. Витражные окна включают множество геральдических символов и религиозных изображений, в том числе один из витражей «Пляска смерти» изображает смерть в виде скелета, требующую жертв среди людей всех профессий и сословий. Эта картина призвана была служить напоминанием о том, что смерть придет к каждому независимо от статуса и богатства.
Хоры в восточной стороне собора, являющиеся первыми хорами в Швейцарии, выполненными в стиле Ренессанса, украшены деревянной резьбой, изображающей животных на природе и сцены из повседневной жизни.

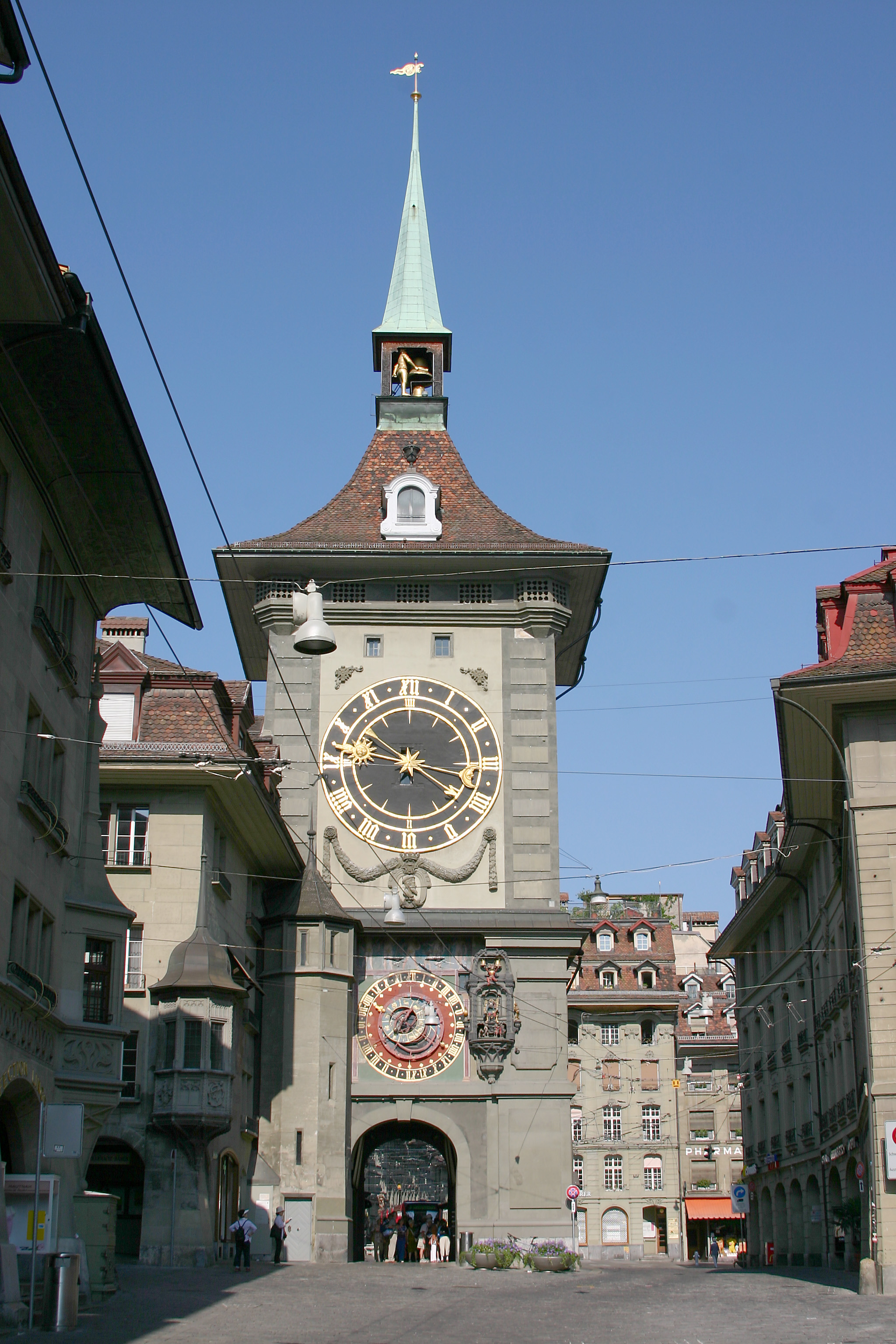
Восточный фасад башни с часами

Цитглогге (Zytglogge) — средневековая башня с часами возникла ориентировочно в 1218—1220 годах и является одним из наиболее известных символов Берна. Название Zyglogge на бернском диалекте немецкого языка соответствует Zeitglocke в немецком языке и переводится как «колокол времени». Это одно из ранних башенных часовых устройств, состоящее из часового механизма, связанного с молотком, который каждый полный час звонил в маленький колокол. Часы на башне Цитглогге — одни из трех самых старых часов в Швейцарии.
После первого расширения Берна Цитглогге была башней над воротами западной стены города. В то время она представляла собой приземистую крепостную башню высотой около 16 метров. Впоследствии башня перестала быть частью городских укреплений, перенесенных на новые рубежи города, и её высота была снижена. Приблизительно в 1270—1275 годах башня была надстроена еще на 7 метров. После третьего расширения города башня была преобразована в женскую тюрьму и использовалась для содержания женщин лёгкого поведения, обвиняемых в интимных отношениях со священнослужителями.
Во время большого пожара, произошедшего в Берне в 1405 году, башня была сожжена и полностью восстановлена только в 1983 году. Тюремные камеры перестали использоваться после пожара, и на башне выше ворот были установлены часы с колоколом, отмечающим каждый час. Эти часы и дали башне название Zytglogge. В конце XV века башня была украшена четырьмя декоративными углами и геральдическими символами. Помимо часов, специальный механизм Zytglogge представляет группу механических фигур. За три минуты перед началом следующего часа на башне сменяются фигуры, которые включают петуха, дурака, рыцаря, трубочиста, льва и медведей. Животные преследуют друг друга, дурак звонит в колокол, а петух кукарекает. Это зрелище обычно привлекает множество туристов. В 1770-71 башня с часами была отреставрирована в стиле позднего барокко Николасом Хеблером и Людвигом Эмануэлем Зендером. Оба фасада были отделаны в стиле рококо Рудольфом фон Штайгером в 1890 году.
В 1981-83 годах башня была полностью отреставрирована и восстановлена в том виде, в каком она существовала в 1770 году.

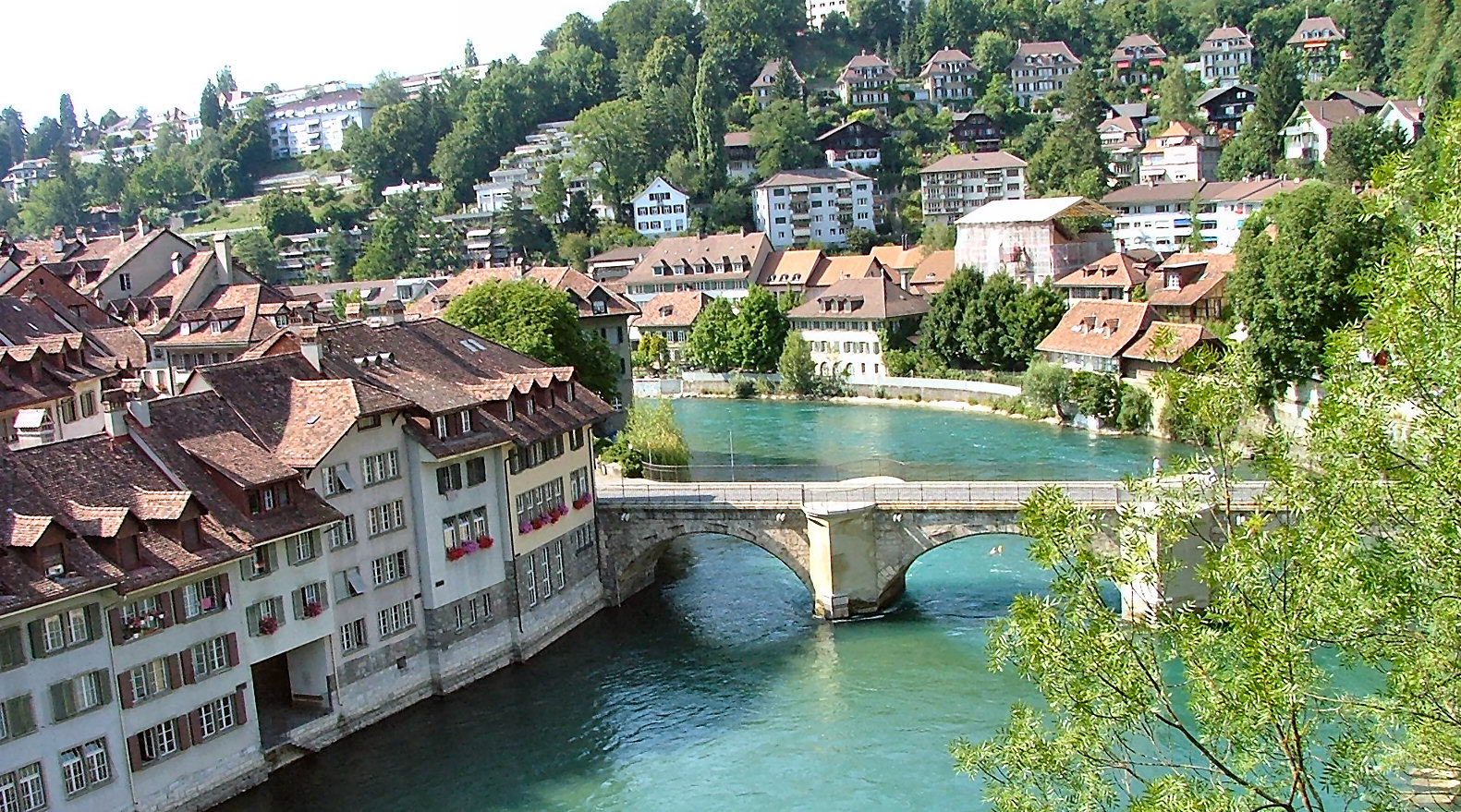
Старый город, вид на Аре и мост Untertorbrücke

Мост у нижних ворот (нем. Untertorbrücke) — самый старый мост в Берне, действующий до настоящего времени. Первоначально мост, построенный в 1256 году, был деревянным, и пересекал реку Аре в районе замка Нидегг. Мост был разрушен во время наводнения в 1460 году. В течение следующего года началось строительство нового каменного моста. Маленькая часовня Девы Марии (нем. Mariakapelle), расположенная возле моста на городской стороне, была освящена в 1467 году, однако строительство моста завершилось только к 1490 году. Новый мост имел длину 52 метра и состоял из трёх арок 13,5 метров, 15,6 метра и 13,9 метра. Мост несколько раз реконструировался, включая демонтаж каменных ограждений, которые в 1818-19 годах были заменены железными рельсами. До строительства нового моста Nydeggbrücke в 1840 году, Untertorbrücke был единственным мостом через Аре в черте города Берна.

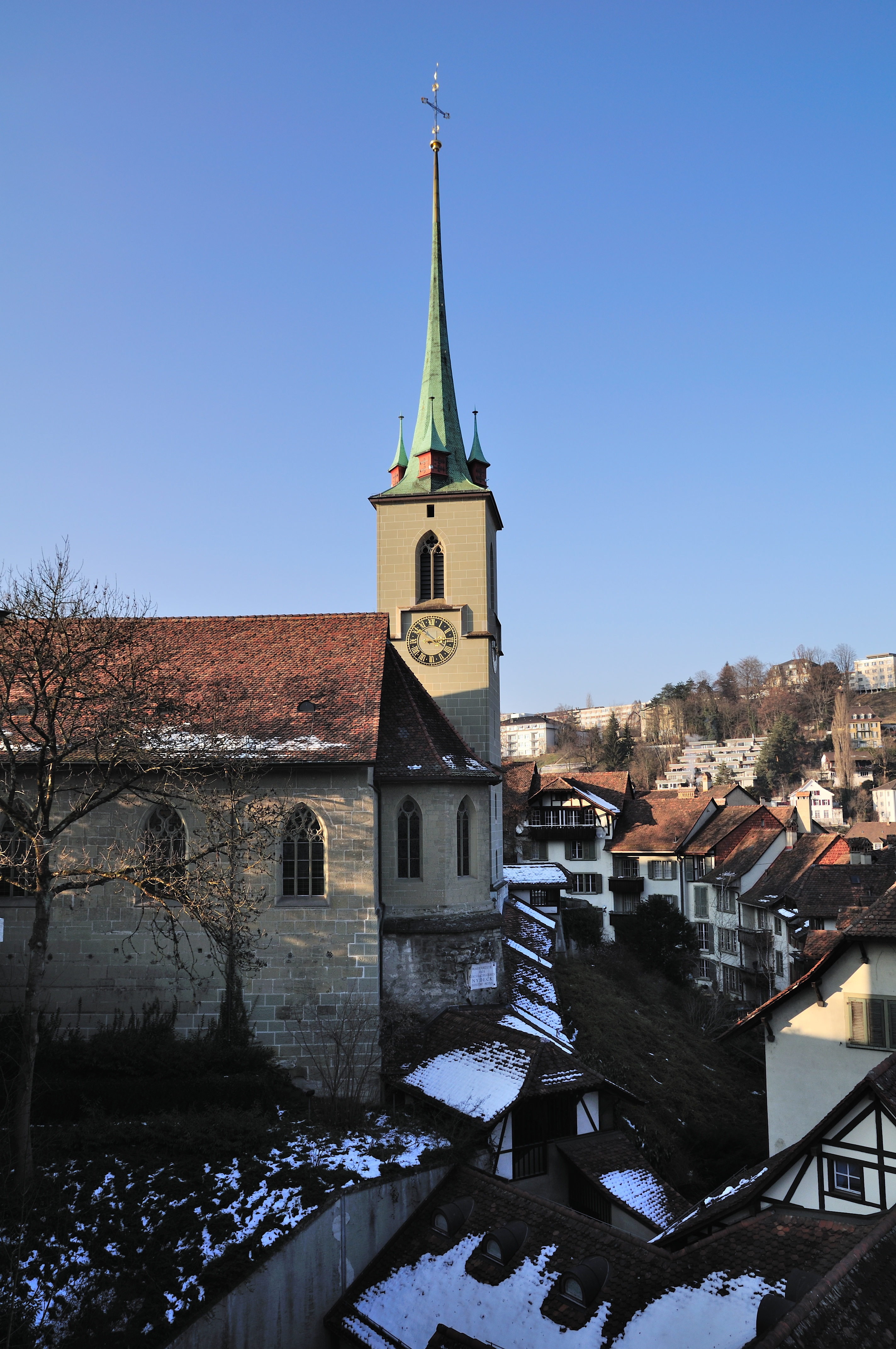
Нидеггская церковь

Нидеггская церковь (нем. Nydeggkirche) стоит на месте, где первоначально располагался замок Нидегг, основанный приблизительно в 1190 году как часть городских укреплений Берна.
В 1268 году замок был разрушен гражданами Берна. Церковь с небольшим шпилем была построена на руинах замка в период с 1341 по 1346 год. Между 1480 и 1483 годами к церкви пристроена колокольня. В период Реформации с 1529 года Нидеггская церковь использовалась как склад для леса и зерна. Позже, начиная с 1566, церковь снова стала использоваться для богослужений.
Фонтаны
Достопримечательностью Старого Берна также являются многочисленные фонтаны, общее количество которых превышает 100 штук. Большая часть фонтанов создана в XVI столетии в эпоху Ренессанса, когда Берн стал столицей кантона. Фонтаны были первоначально построены как объекты общественного водоснабжения. По мере укрепления могущества Берна фонтаны украшались и усовершенствовались, однако не утратили своё первоначальное предназначение.
- Läuferbrunnen — Фонтан бегуна около Нидеггской церкви. Фонтан несколько раз перестраивался, менялась его конфигурация (последняя реконструкция фонтана датируется 1824 годом), в то время как фигура бегуна, созданная в 1545 году, неизменно украшает фонтан[11].

- Gerechtigkeitsbrunnen — Фонтан Правосудия построен в 1543 Гансом Гингом и украшен статуей, изображающей богиню Правосудия с завязанными глазами и ушами, держащую в одной руке меч правды, а в другой — весы. У её ног расположены четыре фигуры, изображающие папу римского, султана, императора и мэра. Данная скульптура изображает верховенство правосудия над всеми правителями и политическими режимами (теократией, монархией, автократией и республикой). Копии этой статуи имеются в разных городах Швейцарии. В настоящее время в стране насчитывается 11 «фонтанов Правосудия»: точные копии бернской богини Правосудия установлены в Золотурне (1561), Лозанне (1585), Будри, Кудрефене и Нёвшателе; проекты, выполненные под влиянием бернской скульптуры, имеются в Арау (1643), Биле, Бургдорфе, Бругге, Цюрихе и Люцерне.

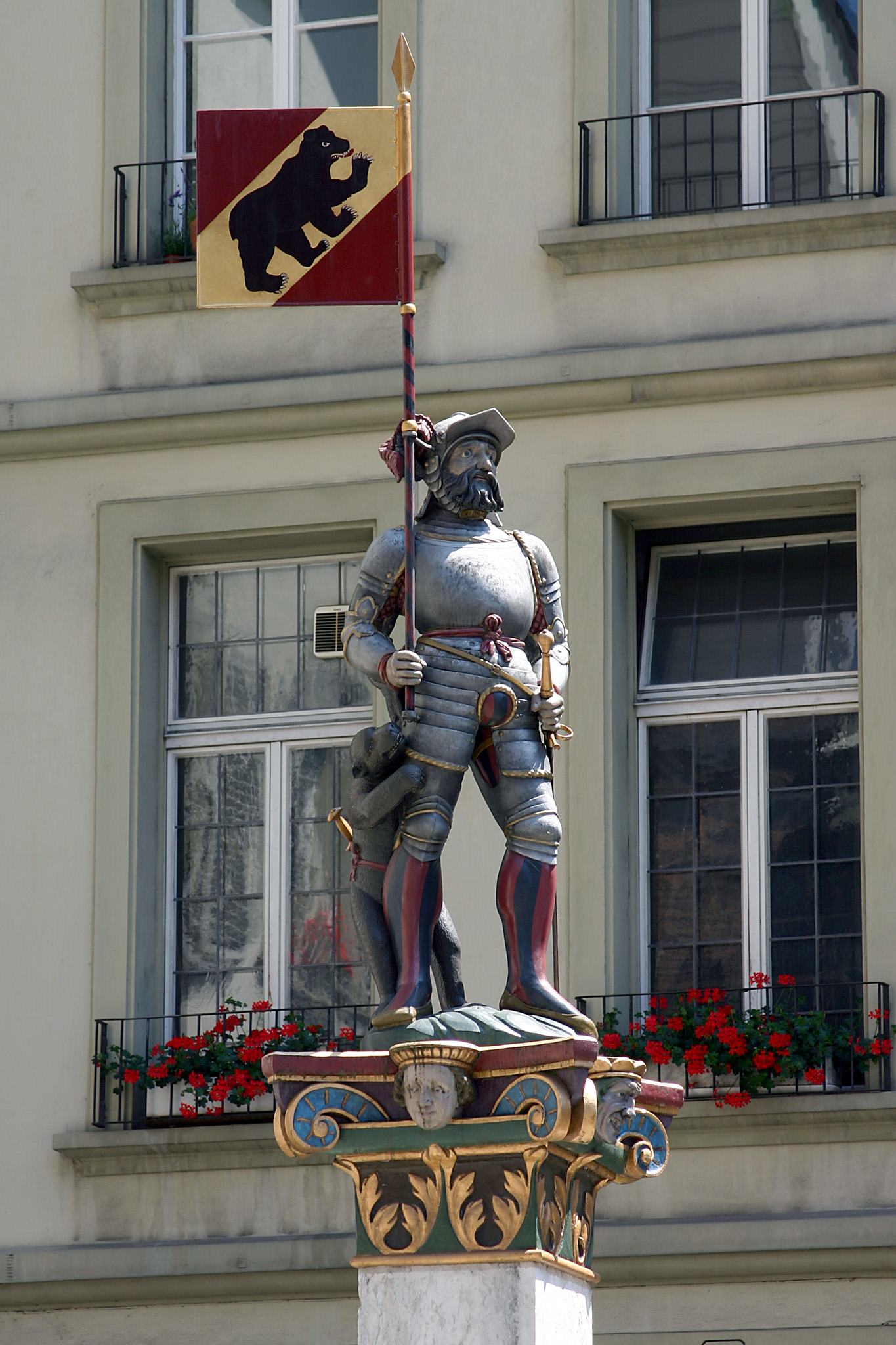
Vennerbrunnen

- Vennerbrunnen — Фонтан Знаменосца расположен перед старым зданием ратуши. Должность знаменосца в средневековой Швейцарии принадлежала лицу, ответственному за поддержание порядка в отдельной части города и призванному в военное время формировать из жителей этой части города войско и вести его в бой. Статуя, датируемая 1542 годом, изображает знаменосца в боевых доспехах со знаменем.

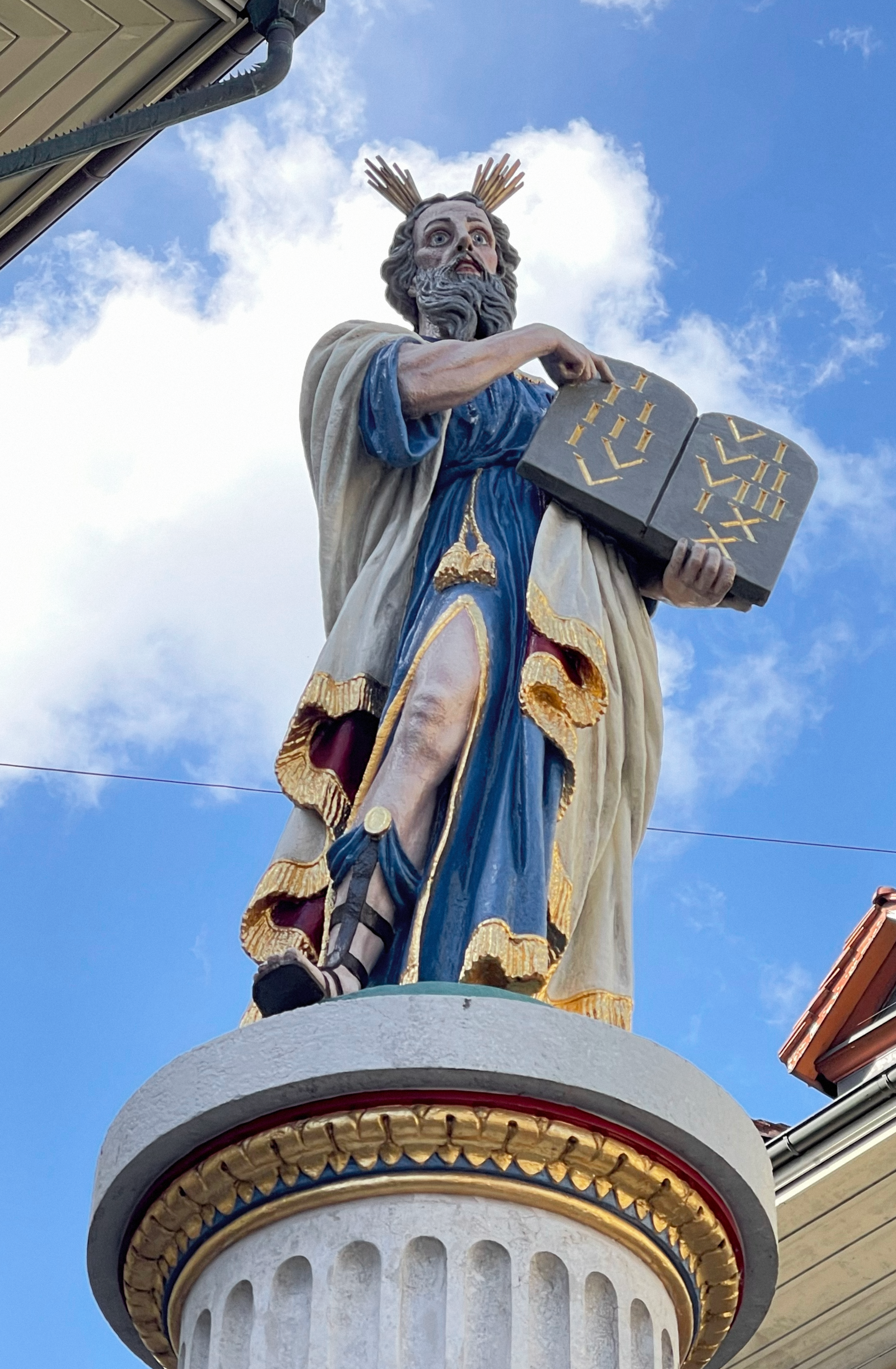
Моисей с десятью заповедями

- Mosesbrunnen — Фонтан Моисея расположен на Соборной площади (восстановлен в 1790-91 годах). Фонтан украшает статуя Моисея с Десятью Заповедями, которые он несет людям.

- Simsonbrunnen — Фонтан Самсона представляет библейскую историю Самсона, убивающего льва. Фонтан построен в 1544 году Гансом Гингом после того, как аналогичный фонтан был создан в Золотурне.

- Zähringerbrunnen — Церингенский фонтан был построен в 1535 году как памятник в честь основания Берна герцогом Бертольдом V Церингеном. Фонтан украшает статуя медведя в полном боевом облачении (в средневековых доспехах) с медвежонком, расположившимся у его ног.